# The Wreck of the Relationship
The Wreck of the Relationship é o segundo episódio da vigésima sexta temporada do seriado de animação de comédia de situação The Simpsons, sendo exibido originalmente na noite de 5 de outubro de 2014 pela Fox Broadcasting Company (FOX) nos Estados Unidos.

## Enredo
Bart desrespeita a autoridade de Homer, inicialmente por se recusar a arrumar seu quarto e, em seguida, ao se recusar a comer brócolis. Homer decide se sentar à mesa até que Bart coma sua refeição. Marge envia os dois para resolver seus problemas com o Capitão Bowditch, onde eles podem resolver os seus problemas de relacionamento. Bart se destaca no navio e é promovido a segundo comandante, mas Homer detesta. O capitão, se recuperando de alcoolismo, vê Homer beber uma garrafa de rum e junta-se a ele, tornando-se bêbado. A tempestade começa, e Bart está a cargo do navio devido à intoxicação do capitão; Homer se recusa a aceitar a autoridade de Bart até que ele finalmente come o brócolis. Bart tem a tarefa de guiar o barco em segurança.
Enquanto isso, Homer não podia se mover da mesa enquanto Bart estava se recusando a comer brócolis, Marge teve que elaborar uma equipe de futebol americano para Homer, apesar de não saber nada do esporte. Ela e Lisa estudam o esporte em detalhes e acabam ganhando a Liga Fantasy.

## Produção

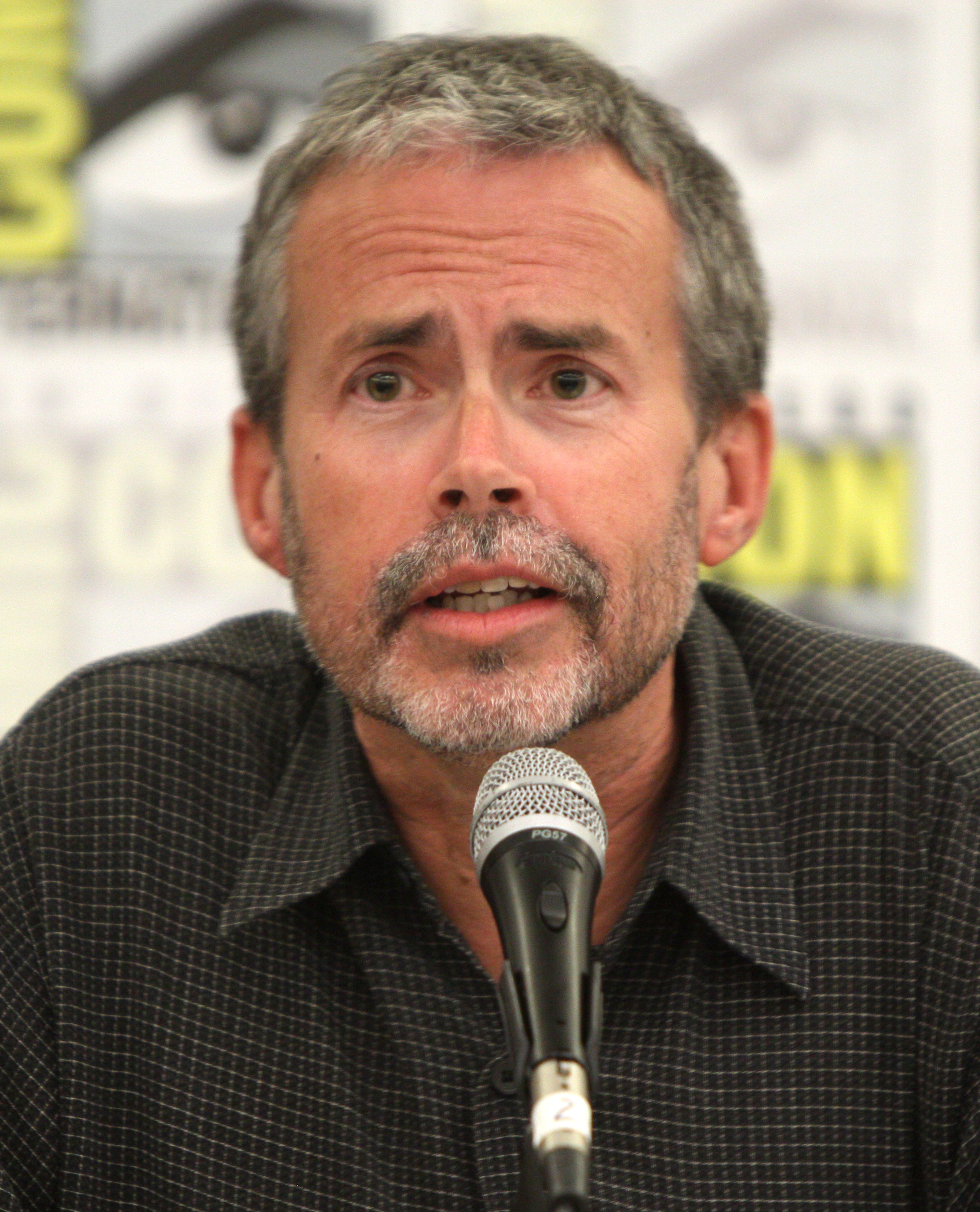
Mike Scully tomou a decisão de lançar Nick Offerman como o capitão.

O episódio foi escrito por Jeff Westbrook e dirigido por Chuck Sheetz. Nick Offerman é a estrela convidada para o episódio. Em entrevista à Entertainment Weekly, o ator Nick Offerman revelou que tinha sido recomendado por Mike Scully, roteirista de The Simpsons e Parks and Recreation, a desempenhar o papel de Capitão Bowditch no episódio. Offerman nunca pensou que iria ser convidado para um episódio da série: "Eles estão escrevendo peças para Paul McCartney" —brincou. Devido ao seu interesse pela literatura naval, ele ficou encantado ao ser escalado como um marinheiro.
O episódio possui uma cena de música clássica, vem da ópera H.M.S. Pinafore por Gilbert e Sullivan. A música se chama "We sail the ocean blue" (Nós navegamos em um oceano azul, em tradução livre).

## Recepção

### Audiência
The Wreck of the Relationship foi exibido originalmente na noite de 5 de outubro de 2014 pela Fox Broadcasting Company nos Estados Unidos, às oito horas da noite de Domingo. Segundo o instituto de medição de audiências Nielsen, o episódio foi assistido por 4,27 milhões de telespectadores, e recebeu uma quota de 2.0/6 no perfil demográfico de telespectadores entre os 18 aos 49 anos de idade. O show foi o mais visto da FOX naquela noite.

### Crítica
Dennis Perkins, do The A.V. Club, deu ao episódio um B-, dizendo que a série possui um "hábito de confiar em parcelas de base familiar, tanto é um recurso infinito ou uma maldição". Ele escreveu que "Bowditch não tem muita personalidade, e as palhaçadas no navio são comuns... Apu, Ned, Cletus, e alguns filhos são levados para o passeio, mas não contribuem muito." No entanto, ele elogiou a sub-trama devido às reações de Marge para um jogo dominado pelos homens, o futebol americano.